# 楢葉八幡神社
楢葉八幡神社（ならははちまんじんじゃ）は、福島県双葉郡広野町の神社。

## 歴史
康平年間（1058年 - 1065年）に創建された。前九年の役で戦う源頼義・義家父子が出征の折、鎌倉の鶴岡八幡宮から5里ごとに八幡宮を設けた「五里八幡」の一つである。
陸奥国楢葉郡（現・福島県双葉郡南部）に位置していたことから、「楢葉八幡神社」と呼ばれるようになった。

## 交通アクセス
- Jヴィレッジ駅より徒歩25分。